# Fernando Arce (ur. 1996)
Fernando David Arce Juárez (ur. 27 listopada 1996 w Chula Vista) – amerykański piłkarz pochodzenia meksykańskiego występujący na pozycji defensywnego pomocnika, od 2025 roku zawodnik Puebli.
Jest synem Fernando Arce, również piłkarza.